# Vanessa Lynn Williams

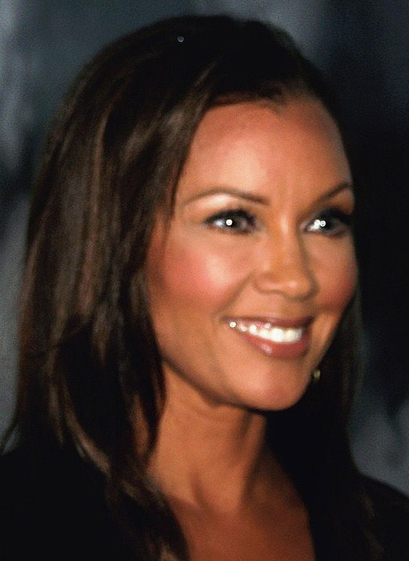
Vanessa Lynn Williams (2010)

Vanessa Lynn Williams (* 18. März 1963 in Tarrytown, New York) ist eine US-amerikanische Schauspielerin und Sängerin.

## Leben
Williams Eltern waren Musiklehrer. Sie studierte Klavierspiel an der Syracuse University. 1983 wurde sie Miss New York, am 17. September 1983 dann als erste Afroamerikanerin zur Miss America gewählt. Nachdem im Jahr darauf in der Zeitschrift Penthouse Nacktfotos von Williams erschienen waren, die sie in Posen mit einer anderen Frau zeigen, musste sie im Juli 1984 die Krone der Miss America zurückgeben.
Ihr Debütalbum The Right Stuff (1988) wurde mit der Goldenen Schallplatte ausgezeichnet und für drei Grammys nominiert. Der im Jahr zuvor von Jon Lind, Wendy Waldman und Philip Galdston geschriebene Song Save the Best for Last belegte 1992 für fünf Wochen die erste Position der Billboard Hot 100 und war für einen Grammy nominiert. Sie sang auch den preisgekrönten Song Colors of the Wind, der im Disney-Film Pocahontas (1995) verwendet wurde.
Als Schauspielerin debütierte Williams Mitte der 1980er Jahre; besonders bekannt wurde sie durch ihre Rolle in dem Film Eraser (1996), in dem sie neben Arnold Schwarzenegger spielte. Für ihre Hauptrolle in Soul Food (1997) gewann sie den Image Award und wurde für den Black Film Award des Acapulco Black Film Festivals nominiert. Für ihre Rolle in dem Actionfilm Shaft – Noch Fragen? (2000), in dem sie neben Samuel L. Jackson spielte, wurde sie für den Blockbuster Entertainment Award und den Image Award nominiert. Für ihre Hauptrolle in der Komödie Familie Johnson geht auf Reisen (2004) erhielt sie eine Nominierung für den BET Comedy Award.
Von 2006 bis 2010 spielte sie die Wilhelmina Slater in der ABC-Produktion Ugly Betty. Für den Part der intriganten Redakteurin eines Modemagazins war sie zwischen 2007 und 2009 dreimal in Folge für einen Emmy nominiert und sie gewann zwei Image Awards. 2010 wurde sie für die 7. Staffel von Desperate Housewives unter Vertrag genommen und verkörperte bis zum Ende der Serie Renée Perry, eine neue Nachbarin, die in die Wisteria Lane einzieht. Im März 2012 erhielt sie eine Hauptrolle in dem ABC-Thriller 666 Park Avenue. 2015 verkörperte sie die Milliardärin Courtney Paige in der Serie Good Wife.
Aus ihrer ersten Ehe mit Ramon Hervey (1987–1996) hat Williams drei Kinder. Eine im Jahr 2000 geborene Tochter entstammt ihrer Ehe mit NBA-Star Rick Fox, die 2004 geschieden wurde. Am 4. Juli 2015 heiratete sie Jim Skrip, mit dem sie seit 2014 verlobt gewesen war.

## Filmografie (Auswahl)

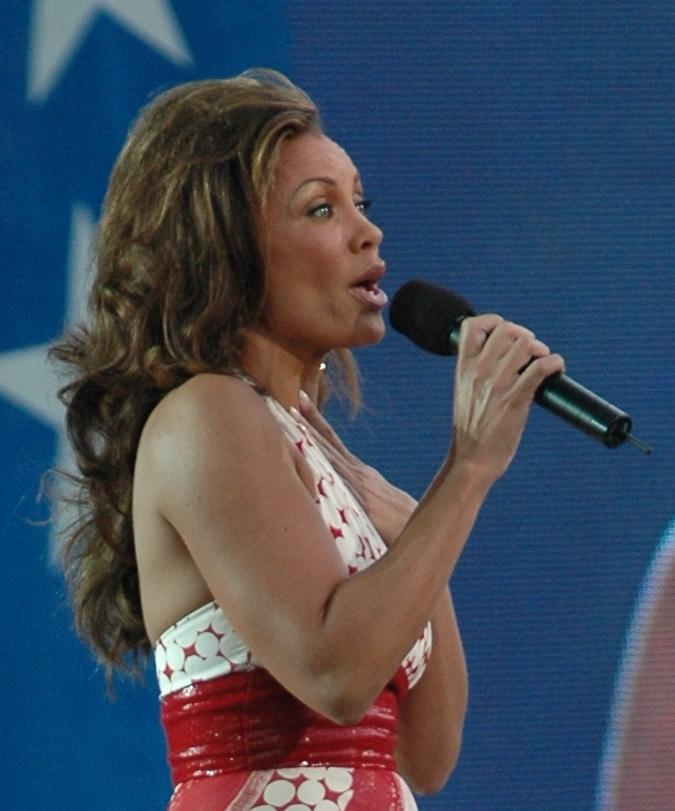
Vanessa Lynn Williams (2006)

### Kinofilme
- 1987: Jack, der Aufreißer (The Pick-Up Artist)
- 1987: Geschäft mit dem Tod (Under the Gun)
- 1991: Harley Davidson & The Marlboro Man (Harley Davidson and the Marlboro Man)
- 1991: Das andere Ich (Another You)
- 1996: Eraser
- 1997: Soul Food
- 1997: Harlem, N.Y.C. – Der Preis der Macht (Hoodlum)
- 1998: Dance with Me
- 1999: Die Abenteuer von Elmo im Grummelland (The Adventures of Elmo in Grouchland)
- 1999: Light It Up
- 2000: Shaft – Noch Fragen? (Shaft)
- 2004: Familie Johnson geht auf Reisen (Johnson Family Vacation)
- 2009: Hannah Montana – Der Film (Hannah Montana: The Movie)
- 2013: Temptation: Confessions of a Marriage Counselor
- 2017: The Man from Earth: Holocene
- 2020: Bad Hair
- 2023: Tripped Up

### Fernsehfilme
- 1989: Schmutziges Spiel (Full Exposure: The Sex Tapes Scandal)
- 1990: Der Brief an den Weihnachtsmann (The Kid Who Loved Christmas)
- 1990: Perry Mason und der Tod eines Idols (Perry Mason: The Case of the Silenced Singer)
- 1992: Die Jacksons – Ein amerikanischer Traum (The Jacksons: An American Dream)
- 1992: Eine Nacht im Savoy (Stompin’ at the Savoy)
- 1995: Ärztinnen – Auf Leben und Tod (Nothing Lasts Forever)
- 1995: Bye Bye Birdie
- 1997: Die Abenteuer des Odysseus (The Odyssey)
- 1998: Futuresport
- 2000: The Courage To Love
- 2000: Don Quichotte (Don Quixote)
- 2000: Ein ganz besonderes Weihnachtsfest (A Diva’s Christmas Carol)
- 2001: WW3
- 2002: Keep the Faith Baby

### Fernsehserien
- 1986: Love Boat (Folge: Missverständnisse)
- 1992: Der Prinz von Bel-Air (The Fresh Prince of Bel-Air, eine Folge)
- 1996: Star Trek: Deep Space Nine (eine Folge)
- 2003: Boomtown (6 Folgen)
- 2006–2010: Ugly Betty (85 Folgen)
- 2010–2012: Desperate Housewives (45 Folgen)
- 2012–2013: 666 Park Avenue (13 Folgen)
- 2015: Good Wife (The Good Wife, 4 Folgen)
- 2016: Broad City (Folge 3x03)
- 2016–2017: The Quest – Die Serie (The Librarians, 4 Folgen)
- 2017: Daytime Divas (10 Folgen)
- 2018: Modern Family (1 Folge)
- 2019: RuPauls Drag Race: Secret Celebrity
- 2021–2023: Queen of the Universe (Musiksendung, Jurorin 14 Folgen)
- 2024: Elsbeth (1 Folge)

## Theaterstücke und Musicals
- 1973: The Trojan Horse
- 1985: One Man Band
- 1989: Checkmates
- 1994: Kuss der Spinnenfrau
- 1998: St. Louis Woman
- 2001: Broadway Bash
- 2002: Carmen Jones
- 2002: Into the Woods
- 2013: The Trip to Bountiful
- 2020: City of Angels
- 2024 - : The Devil Wears Prada

## Diskografie

### Alben
| Jahr | Titel                                          | Höchstplatzierung, Gesamtwochen, AuszeichnungChartplatzierungen (Jahr, Titel, Platzierungen, Wochen, Auszeichnungen, Anmerkungen) | Höchstplatzierung, Gesamtwochen, AuszeichnungChartplatzierungen (Jahr, Titel, Platzierungen, Wochen, Auszeichnungen, Anmerkungen) | Höchstplatzierung, Gesamtwochen, AuszeichnungChartplatzierungen (Jahr, Titel, Platzierungen, Wochen, Auszeichnungen, Anmerkungen) | Höchstplatzierung, Gesamtwochen, AuszeichnungChartplatzierungen (Jahr, Titel, Platzierungen, Wochen, Auszeichnungen, Anmerkungen) | Höchstplatzierung, Gesamtwochen, AuszeichnungChartplatzierungen (Jahr, Titel, Platzierungen, Wochen, Auszeichnungen, Anmerkungen) | Anmerkungen                                            |
| Jahr | Titel                                          | DE | AT | CH | UK | US | Anmerkungen                                            |
| ---- | ---------------------------------------------- | --- | --- | --- | --- | --- | ------------------------------------------------------ |
| 1988 | The Right Stuff                                | — | — | — | — | US38 Gold · (55 Wo.)US | Erstveröffentlichung: 6. Juni 1988                     |
| 1991 | The Comfort Zone                               | DE52 (11 Wo.)DE | — | CH29 (6 Wo.)CH | UK24 (4 Wo.)UK | US17 ×3Dreifachplatin · (91 Wo.)US                                                                                                | Erstveröffentlichung: 20. August 1991                  |
| 1994 | The Sweetest Days                              | DE74 (7 Wo.)DE | — | — | — | US57 Platin · (31 Wo.)US | Erstveröffentlichung: 6. Dezember 1994                 |
| 1996 | Star Bright                                    | — | — | — | — | US36 Gold · (9 Wo.)US | Erstveröffentlichung: 5. November 1996                 |
| 1997 | Next                                           | — | — | — | — | US53 (9 Wo.)US | Erstveröffentlichung: 26. August 1997                  |
| 2001 | Our Favourite Things – Christmas in Vienna VII | DE79 (2 Wo.)DE | AT48 (5 Wo.)AT | CH78 (1 Wo.)CH | — | — | mit Charlotte Church, Tony Bennett und Plácido Domingo |
| 2004 | Silver & Gold                                  | — | — | — | — | US120 (5 Wo.)US | Erstveröffentlichung: 12. Oktober 2001                 |
| 2005 | Everlasting Love                               | — | — | — | — | US159 (2 Wo.)US | Erstveröffentlichung: 25. Januar 2005                  |
| 2009 | The Real Thing                                 | — | — | — | — | US91 (2 Wo.)US | Erstveröffentlichung: 2. Juni 2009                     |

Weitere Alben
- 2002: Into the Woods (mit John McMartin)

### Kompilationen
- 1994: Ballad Collection
- 1996: … with Love
- 1996: Love Songs
- 1998: Greatest Hits: The First Ten Years
- 1998: The Very Best of Vanessa Williams
- 2003: 20th Century Masters – The Millennium Collection: The Best of Vanessa Williams
- 2009: Best Selection

### Singles
| Jahr | Titel Album                             | Höchstplatzierung, Gesamtwochen, AuszeichnungChartplatzierungen (Jahr, Titel, Album, Platzierungen, Wochen, Auszeichnungen, Anmerkungen) | Höchstplatzierung, Gesamtwochen, AuszeichnungChartplatzierungen (Jahr, Titel, Album, Platzierungen, Wochen, Auszeichnungen, Anmerkungen) | Höchstplatzierung, Gesamtwochen, AuszeichnungChartplatzierungen (Jahr, Titel, Album, Platzierungen, Wochen, Auszeichnungen, Anmerkungen) | Höchstplatzierung, Gesamtwochen, AuszeichnungChartplatzierungen (Jahr, Titel, Album, Platzierungen, Wochen, Auszeichnungen, Anmerkungen) | Höchstplatzierung, Gesamtwochen, AuszeichnungChartplatzierungen (Jahr, Titel, Album, Platzierungen, Wochen, Auszeichnungen, Anmerkungen) | Anmerkungen                                            |
| Jahr | Titel Album                             | DE | AT | CH | UK | US | Anmerkungen                                            |
| ---- | --------------------------------------- | --- | --- | --- | --- | --- | ------------------------------------------------------ |
| 1988 | The Right Stuff                         | — | — | — | UK62 (3 Wo.)UK | US44 (10 Wo.)US | Erstveröffentlichung: 1. Februar 1988                  |
| 1988 | Dreamin’ The Right Stuff                | — | — | — | UK74 (2 Wo.)UK | US8 (20 Wo.)US | Erstveröffentlichung: 16. August 1988                  |
| 1989 | Darlin’ I The Right Stuff               | — | — | — | — | US88 (4 Wo.)US | Erstveröffentlichung: 20. Januar 1989                  |
| 1991 | Running Back to You The Comfort Zone    | — | — | — | — | US18 (21 Wo.)US | Erstveröffentlichung: 16. Juli 1991                    |
| 1991 | The Comfort Zone                        | — | — | — | — | US62 (12 Wo.)US | Erstveröffentlichung: 29. Oktober 1991                 |
| 1992 | Save the Best for Last The Comfort Zone | DE19 (19 Wo.)DE | — | CH6 (14 Wo.)CH | UK3 (11 Wo.)UK | US1 Gold · (27 Wo.)US | Erstveröffentlichung: 14. Januar 1992                  |
| 1992 | Just for Tonight The Comfort Zone       | — | — | — | — | US26 (19 Wo.)US | Erstveröffentlichung: 21. April 1992                   |
| 1992 | Work to Do The Comfort Zone             | — | — | — | — | US52 (11 Wo.)US | Erstveröffentlichung: 21. Juli 1992                    |
| 1993 | Love Is Beverly Hills 90210             | — | — | — | — | US3 (28 Wo.)US | Erstveröffentlichung: 16. März 1993 mit Brian McKnight |
| 1994 | The Sweetest Days                       | — | — | — | UK41 (2 Wo.)UK | US18 (23 Wo.)US | Erstveröffentlichung: 18. Oktober 1994                 |
| 1995 | The Way That You Love The Sweetest Days | — | — | — | UK52 (1 Wo.)UK | US67 (7 Wo.)US | Erstveröffentlichung: 24. Januar 1994                  |
| 1995 | Colors of the Wind Pocahontas O.S.T.    | — | — | — | UK21 (5 Wo.)UK | US4 Gold · (23 Wo.)US | Erstveröffentlichung: 30. Mai 1995                     |
| 1996 | Where Do We Go from Here? Eraser O.S.T. | DE87 (6 Wo.)DE | — | — | — | US71 (14 Wo.)US |                                                        |

Weitere Singles
- 1988: (He’s Got) The Look
- 1991: The Quiet Zone (EP, Promo mit 4 Tracks des Albums The Compfort Zone)
- 1994: R&B Sampler (EP, Promo mit 4 Tracks des Albums The Sweetest Days)
- 1995: Open Your Eyes You Can Fly
- 1995: For All the Children
- 1995: You Can’t Run
- 1996: If I Had Wings
- 1995: Higher Ground
- 1996: One of a Kind (mit Lenny Williams)
- 1996: Alfie
- 1997: First Thing on My Mind
- 1997: Happiness
- 1997: Who Were You Thinkin’ ’Bout?
- 1998: Oh How the Years Go By
- 1998: You Are My Home (mit Chayanne, vom Soundtrack Dance with Me)
- 1998: My Flame
- 2005: You Are Everything
- 2009: The Real Thing

## Auszeichnungen für Musikverkäufe
| Goldene Schallplatte - Japan - 1994: für das Album The Comfort Zone - 1995: für das Album The Sweetest Days - 1997: für das Album Next | Platin-Schallplatte - Australien - 1992: für die Single Save the Best for Last |

Anmerkung: Auszeichnungen in Ländern aus den Charttabellen bzw. Chartboxen sind in ebendiesen zu finden.
| Land/RegionAuszeichnungen für Musikverkäufe (Land/Region, Auszeichnungen, Verkäufe, Quellen) | Gold     | Platin     | Verkäufe  | Quellen     |
| -------------------------------------------------------------------------------------------- | -------- | ---------- | --------- | ----------- |
| Australien (ARIA)                                                                            | —        | Platin1    | 70.000    | aria.com.au |
| Japan (RIAJ)                                                                                 | 3× Gold3 | —          | 300.000   | riaj.or.jp  |
| Vereinigte Staaten (RIAA)                                                                    | 4× Gold4 | 4× Platin4 | 6.000.000 | riaa.com    |
| Insgesamt                                                                                    | 7× Gold7 | 5× Platin5 |           |             |